# Giovanni Battista Cassinis
Giovanni Battista Cassinis est un homme politique né le 25 février 1806 à Masserano et mort le 18 décembre 1866 à Turin.

## Biographie
Il est président de la chambre des députés du royaume d'Italie entre le 25 mai 1863 et le 7 septembre 1865.

## Source
- (it) Cet article est partiellement ou en totalité issu de l’article de Wikipédia en italien intitulé « Giovanni Battista Cassinis » (voir la liste des auteurs).